# Jenny Owens
Jenny Owens (Sídney, 17 de mayo de 1978) es una deportista australiana que compitió en esquí, en las modalidades de esquí alpino y acrobático.
Consiguió una medalla de bronce en los X Games de Invierno 2012. Participó en tres Juegos Olímpicos de Invierno, en Salt Lake City 2002 en la modalidad de esquí alpino, y posteriormente, en Vancouver 2010 y en Sochi 2014 en esquí acrobático, en la prueba de campo a través.

## Medallero internacional
| \| X Games de Invierno \| X Games de Invierno \| X Games de Invierno \| X Games de Invierno \| \| Año \| Lugar \| Medalla \| Prueba \| \| ------------------- \| ---------------------- \| ------------------- \| ------------------- \| \| 2012 \| Aspen (Estados Unidos) \| Medalla de bronce \| Campo a través \| |                        |                   |                |
| X Games de Invierno |                        |                   |                |
| Año | Lugar                  | Medalla           | Prueba         |
| 2012 | Aspen (Estados Unidos) | Medalla de bronce | Campo a través |